# 矩尺座R
矩尺座R是位於矩尺座η附近的一顆米拉變星。
這是一顆中等質量的紅巨星，通過氫融合產生部分能量。因為這種核融合被認為是在對流的條件下發生的，所以它產生了過量的鋰。這顆恆星的星等範圍從6.5等到12.8等，週期相對較長，為496天。距離太陽系大約2,900光年，亮度是太陽的7,764倍，表面溫度為3,161 K。